# Heinrich Schaumann (Maler)
Wilhelm Heinrich Schaumann (* 2. Februar 1841 in Tübingen; † 6. Juli 1893 in Stuttgart) war ein deutscher Maler.

## Leben
Schaumann besuchte ab 1858 die Königliche Kunstschule in Stuttgart, wo er ein Schüler von Heinrich Funk, Bernhard von Neher und Heinrich von Rustige war. Anschließend studierte er an der Tierarzneischule Anatomie und übersiedelte 1864 nach München, wo er als Genre- und Tiermaler eine große Zahl von Bildern aus dem Volksleben und einige mehrere Szenen aus dem Tierleben fertigte. Er bereiste wiederholt England, Frankreich, die Niederlande und Italien, wo er eifrig Kunst- und kunsthistorische Studien trieb. Er war auch ein geschickter Zeichner und Illustrator und lieferte einen Zyklus „Typen vom Cannstatter Volksfest“. Trotzdem entnahm er die Motive für seine Bildnisse vorzugsweise aus seiner süddeutschen Heimat. Der Württembergisch König Wilhelm I. verlieh Schaumann für die Ausführung des große Gemäldes Volksfest zu Cannstadt  (Abmessung 4,50 m × 2,20 m mit Rahmen) die große goldene Medaille des königlichen Ordens der württembergischen Krone für Kunst und Wissenschaft am Bande. Auf dem Gemälde ist die Vorführung der preisgekrönten Pferde vor König Karl von Württemberg zu sehen. In Mittelpunkt des Bildes ist der König auf seinem Pferd zu sehen umgeben von Prinz Wilhelm, Herzog Eugen von Württemberg und der Prinz von Sachsen-Weimar mit Gefolge. Im Hintergrund steht ein Pavillon, in dem sich die Königin Olga mit den Prinzessinnen des Königshauses und die geladenen Gäste befinden.
Im Jahr 1890 zog er nach Stuttgart und betrieb dort ein Atelier.

## Werke (Auswahl)

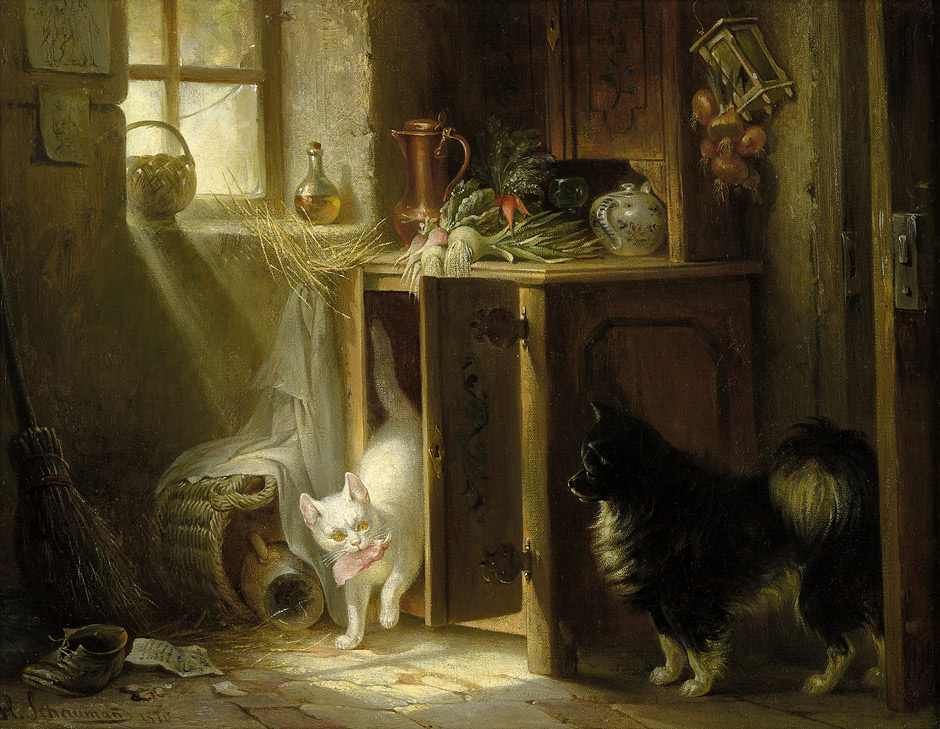
Ertappt 1870

- 1866: Wiedersehen auf dem Schlachtfelde
- Kindesraub (München, Neue Pinakothek)
- 1869/70: Ertappt
- 1870: Schwäbische Kirchweih
- 1871: Heimkehr aus dem Felde
- Landwirtschaftliche Preisverteilung
- Brotneid
- 1873: Der schwäbische Hochzeitlader (Galerie zu St. Gallen)
- 1877: Der Jongleur, Volksfest in Cannstatt (Staatsgalerie Stuttgart)
- 1879: Schwäbischer Hahnentanz

Aquarelle/Zeichnungen
- Amorettentanz. Aquarell
- Acht Kohlen- und Kreidezeichnungen: Volksfestbilder
- Lockvögel Tuschzeichnung:
- Im Kurgarten Tuschzeichnung